# Maurice Bordereau
Pour les articles homonymes, voir Bordereau.
Maurice René Bordereau, né à Angers le 20 décembre 1880, où il est mort le 19 décembre 1979, est un peintre-verrier et vitrailliste français. 

## Biographie
Élève de Louis Tessier et d'Eugène Brunclair à Angers, il se fait connaître à la Société des artistes français en 1931 et, en 1934, s'associe à Paul Barthe, pour succéder à son père Charles à la tête de l'atelier de vitraux d'art Barthe-Bordereau.